# Thái Đỏ
Thái Đỏ là một bộ phận thuộc dân tộc Thái cư trú ở vùng phía tây tỉnh Thanh Hóa, Hòa Bình, Nghệ An của Việt Nam, và đông nam tỉnh Hủa Phăn, Lào.
Người Thái Đỏ (tiếng Thái: ไทแดง; phát âm tiếng Thái: [Thay đèng]) nói tiếng Thái Đỏ, một ngôn ngữ trong họ ngôn ngữ Thái của ngữ hệ Kra-Dai. Tiếng Thái Đỏ có quan hệ gần gũi với tiếng Thái Đen và Thái Trắng, cũng như có liên hệ gần với ngôn ngữ nói ở Thái Lan và Lào hiện đại.

## Phân bố
- 140.000 người ở Việt Nam (2002)[1]. Tại Việt Nam, người Thái Đỏ cùng với người Thái Đen và Thái Trắng được gọi chung là dân tộc Thái.
- 25.000 người ở Lào (1991), chủ yếu ở tỉnh Hủa Phăn, gần biên giới Việt Nam[1]
- Ngoài ra còn có ở Thái Lan, Hoa Kỳ[1]

## Khu vực sống tập trung
- Miền tây tỉnh Thanh Hóa, Việt Nam[2]
- Miền tây tỉnh Hòa Bình[3], Việt Nam.
- Miền tây tỉnh Nghệ An[4], Việt Nam.

## Gia đình
- Phụ hệ[2]

## Tôn giáo
- Thuyết vật linh / Phật giáo Nam tông (95,5%)[2]
- Thiên chúa giáo (4,5%)[2]